# Ада (Вукосавле)
Ада (серб. Ада / Ada) — село в общине Вукосавле Республики Сербской Боснии и Герцеговины. Население составляет 87 человек по переписи 2013 года.

## География
Село располагается в 6,5 км от Вукосавле, центра общины. Большая часть самого села находится на территории Федерации Боснии и Герцеговины.